# Centre Point
Centre Point es un edificio situado en el centro de Londres, que consta de una torre de 34 pisos; un bloque de 9 pisos al este que incluye tiendas, oficinas, locales comerciales y viviendas dúplex; y un bloque de conexión entre los dos en el nivel del primer piso.  Ocupa los números del 101 al 103 de la New Oxford Street y del 5 al 24 de la St Giles High Street, WC1, frente a la Charing Cross Road, junto a la estación de metro de Tottenham Court Road.
La torre cuenta con 117 metros, 34 pisos  y 27.180 m2 de superficie. Fue construida entre 1963 y 1966, siendo uno de los primeros rascacielos de la ciudad y, a fecha de 2009, era el 27º edificio más alto de Londres. Desde 1995 es un edificio catalogado de grado II.

## Construcción e historia
El edificio fue construido por Wimpey Construction de 1963 a 1966   por 5,5 millones de libras esterlinas.  Fue construido con segmentos prefabricados hechos de hormigón fino, utilizando piedra de Pórtland triturada. Estos fueron fabricados por Portcrete Limited en Portland, Isla de Pórtland, y transportados a Londres en camión.
El complejo estuvo ocupado antiguamente por una horca, y la torre se encuentra directamente sobre la antigua ruta de la St Giles High Street, que tuvo que ser desviada para su construcción.
Centre Point fue construido como espacio de oficinas especulativo por el magnate inmobiliario Harry Hyams, quien había obtenido la cesión del espacio por 18.500 libras esterlinas al año durante 150 años. Hyams pretendía que todo el edificio fuese ocupado por un único inquilino y negoció ferozmente para conseguir su objetivo.
Una vez terminado, el edificio permaneció vacío durante algunos años, por lo que se le conoció como "el rascacielos vacío de Londres". Con los precios de las propiedades en aumento y la mayoría de los alquileres comerciales tomados por períodos fijos de 10 o 15 años, Hyams podía darse el lujo de mantenerlo vacío y esperar a su único inquilino al precio pedido de 1.250.000 libras esterlinas; se le impugnó para permitir que los inquilinos alquilaran pisos individuales, pero se negó. En aquella época, los rascacielos eran raros en Londres, y la prominencia de Centre Point hizo que se convirtiera en un símbolo de unión para los opositores. La organización benéfica para personas sin hogar Centrepoint fue fundada en 1969 como un refugio para personas sin hogar en el cercano barrio de Soho, fue llamado así en respuesta a que el edificio Centre Point fuera visto como una "afrenta a las personas sin hogar" por haber sido dejado vacío para ganar dinero para el desarrollador inmobiliario.
En 1974, un grupo de activistas de la vivienda, entre ellos Jim Radford, Ron Bailey y Jack Dromey, organizó una okupación de fin de semana del Centre Point del 18 al 20 de enero para llamar la atención sobre el hecho de que el lugar había sido dejado deliberadamente vacío durante una crisis de vivienda en Londres. Esto se pudo llevar a cabo debido a que dos de los ocupantes habían conseguido trabajo en la Burns Security Company, que custodiaba el edificio. 
Desde julio de 1980 hasta marzo de 2014, el Centre Point fue la sede de la Confederation of British Industry.

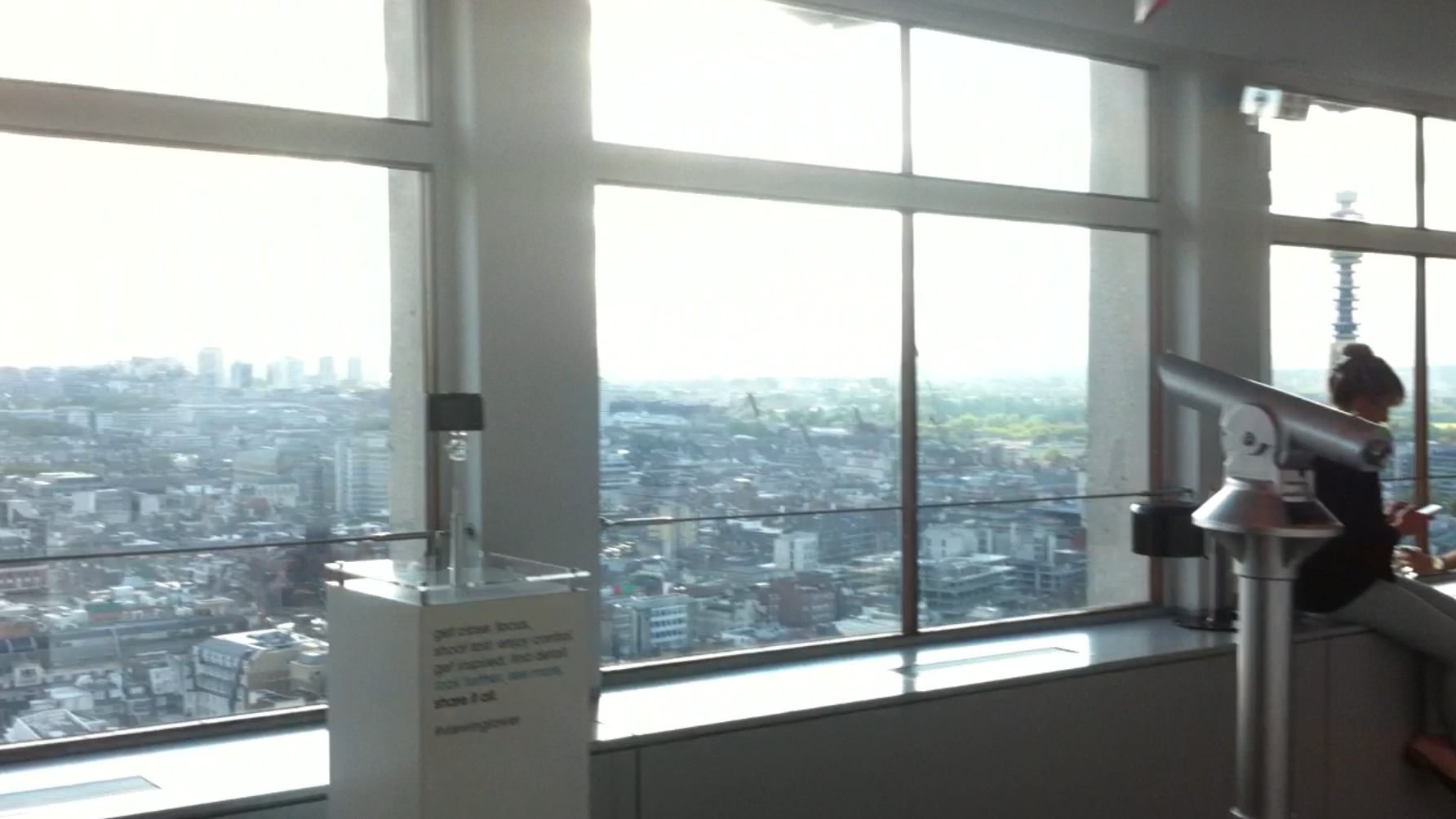
Plataforma de observación del Centre Point.

En octubre de 2005, Centre Point fue comprado a los propietarios anteriores, Blackmoor LP, por Targetfollow por 85 millones de libras.  El edificio fue ampliamente reformado. A fecha de 2009, entre sus ocupantes se encontraban la agencia de talentos estadounidense William Morris; la compañía petrolera estatal de Arabia Saudita, Aramco; la compañía petrolera china PetroChina ; y la empresa estadounidense de videojuegos EA Games.
Fue adquirida por Almacantar, que encargó a Conran and Partners la remodelación de la torre, que supondría el cambio de uso de oficina a residencial, mientras que MICA, anteriormente Rick Mather Architects, se encargó de la remodelación de los edificios de menor altura y el nuevo bloque de viviendas asequibles. En 2015 comenzaron las obras, que finalizaron en marzo de 2018. Tal como sucedió en su inauguración original, la torre remodelada permaneció en gran parte vacía, con pocas ventanas iluminadas de noche, a pesar de que, al menos la mitad de sus viviendas se han vendido. Esto ha llevado a que se la vuelva a conocer como una de las "torres fantasma" de Londres.

## Recepción
El crítico de arquitectura Nikolaus Pevsner describió Centre Point como "extremadamente burdo". En 1995, fue catalogado como edificio de grado II y, en 2009, ganó el premio Mature Structures Award de The Concrete Society.